# Jaltomata pilosissima
Jaltomata pilosissima är en potatisväxtart som beskrevs av S.Leiva. Jaltomata pilosissima ingår i släktet jaltomator, och familjen potatisväxter. Inga underarter finns listade i Catalogue of Life.